# Anna Gräber
Anna Henrietta Gräber, född 1 oktober 1887 i Göteborg, död 24 maj 1957 i Stockholm, var en svensk skådespelare, opera- och operettsångerska (sopran) och sångpedagog.

## Biografi
Gräber genomgick Stockholmsoperans balettskola och studerade sång vid Musikaliska akademien och i Berlin. Hon gjorde scendebut 1910 på Stora Teatern, Göteborg i rollen som Arabella i operetten Surcouf. Fram till 1911 hade hon sedan engagemang hos Albert Ranft vid dennes resande lyriska avdelning och därefter vid olika sällskap. Åren 1923–1925 var hon vid operan i Göttingen, där hon bland annat spelade Brünhilde i Valkyrian, men övergick senare till att verka som sångpedagog.
Gräber var syster till skådespelaren Lilly Gräber och till revyartisten Mary Gräber. Filmen Eviga länkar från 1946 är en romantiserad skildring av de tre systrarnas liv. Systrarna Gräber är begravda på Norra begravningsplatsen utanför Stockholm.

## Filmografi
- 1949 – Bara en mor

## Teater

### Roller (ej komplett)
| År   | Roll | Produktion                                                                        | Regi | Teater           |
| ---- | ---- | --------------------------------------------------------------------------------- | ---- | ---------------- |
| 1911 |      | Högsta vinsten (Le 66) Jacques Offenbach, Auguste Pittaud de Forges och Laurencin |      | Kristallsalongen |